# Partido Verde Bielorruso
El Partido Verde Bielorruso (en bielorruso: Беларуская Партыя «Зялёныя») es un partido político ecosocialista bielorruso que se opone a la administración del presidente Aleksandr Lukashenko, que está dirigido por el empresario Dzmitry Kuchuk. Fue creado en 1994. El partido tiene una plataforma anticorporativista y antiglobalista.
La anterior líder del partido hasta enero de 2020 fue Nastassya Darafeyeva, quien en 2015 sucedió al líder Aleh Novikaŭ, también conocido como Lolik Uškin, quien había dirigido el partido desde 2007.
El partido no ha ocupado escaños en el parlamento bielorruso desde su creación.
A finales de 2008, el Partido Verde Bielorruso creó una comisión especial sobre derechos LGBT, convirtiéndose en el primer partido político en Bielorrusia en anunciar oficialmente su apoyo a la comunidad LGBT.
El Partido Verde Bielorruso se opone a la práctica de la pena de muerte y Bielorrusia sigue siendo el último país de Europa con la pena capital. El partido también ha criticado duramente al gobierno de Estados Unidos por seguir permitiendo la pena de muerte a nivel estatal. Los miembros del partido protestaron enérgicamente por las ejecuciones de Dmitri Konovalov y Vladislav Kovalev, que fueron condenados por el atentado del Metro de Minsk de 2011 en un controvertido juicio.
Es miembro asociado del Partido Verde Europeo.
El 27 de julio de 2023, la Corte Suprema de Bielorrusia ordenó la liquidación del Partido Verde de Bielorrusia.

## Resultados electorales

### Elecciones presidenciales
| Elección | Candidato      | Primera ronda                 | Primera ronda                 | Segunda ronda                 | Segunda ronda                 | Resultado                     |
| Elección | Candidato      | Votos                         | %                             | Votos                         | %                             | Resultado                     |
| -------- | -------------- | ----------------------------- | ----------------------------- | ----------------------------- | ----------------------------- | ----------------------------- |
| 2010     | Yuri Glushakov | No admitido en las elecciones | No admitido en las elecciones | No admitido en las elecciones | No admitido en las elecciones | No admitido en las elecciones |
| 2015     | Yuri Shulgan   | No admitido en las elecciones | No admitido en las elecciones | No admitido en las elecciones | No admitido en las elecciones | No admitido en las elecciones |
| 2020     | No presentado  | No presentado                 | No presentado                 | No presentado                 | No presentado                 | No presentado                 |

### Elecciones parlamentarias
| Elección | Líder                | Diputados    | Diputados    | Diputados    | Diputados    | Diputados    | Posición     | Gobierna           |
| Elección | Líder                | Votos        | %            | +/–          | Escaños      | +/–          | Posición     | Gobierna           |
| -------- | -------------------- | ------------ | ------------ | ------------ | ------------ | ------------ | ------------ | ------------------ |
| 1995     | Oleg Gromyko         |              |              |              | 1/260        | Nuevo        | 10º          | Oposición          |
| 2000     | Aleh Novikaŭ         | No participa | No participa | No participa | No participa | No participa | No participa | Extraparlamentario |
| 2004     | Aleh Novikaŭ         | No participa | No participa | No participa | No participa | No participa | No participa | Extraparlamentario |
| 2008     | Aleh Novikaŭ         | No participa | No participa | No participa | No participa | No participa | No participa | Extraparlamentario |
| 2012     | Aleh Novikaŭ         | No participa | No participa | No participa | No participa | No participa | No participa | Extraparlamentario |
| 2016     | Nastassya Darafeyeva | 9,038        | 0.18%        | Nuevo        | 0/110        | 0            | 9º           | Extraparlamentario |
| 2019     | Nastassya Darafeyeva | 10,592       | 0.20%        | 0.02         | 0/110        | 0            | 11º          | Extraparlamentario |